# 10 novembre 1946
Le dimanche 10 novembre 1946 est le 314e jour de l'année 1946.

## Naissances
- Ladislas Poniatowski, homme politique français, député puis sénateur
- Patrick Zelnik, éditeur musical français
- Jenny Rock, chanteuse québécoise
- Jack Ketchum, écrivain américain
- Geneviève Jurgensen, journaliste et écrivain française
- Alaina Reed Hall (morte le 17 décembre 2009), actrice américaine
- Hannes Swoboda, homme politique européen de nationalité autrichienne
- Roy Thomas Baker, producteur de musique britannique
- Jorge Luis Acha (mort le 12 octobre 1996), artiste, peintre, écrivain, scénariste, photographe et cinéaste argentin

## Décès
- Louis Zutter (né le 2 décembre 1865), gymnaste suisse
- Nguyễn Văn Thinh (né en 1888), homme politique vietnamien
- Kirsopp Lake (né le 7 avril 1872), spécialiste américain du Nouveau Testament
- Yves Helleu (né le 6 mars 1910), homme politique français

## Autres événements
- Élections législatives françaises de novembre 1946